# 클릭! 과학세상
클릭! 과학세상은 KBS 1라디오의 시사프로그램이다.
진행자는 이소연이며, 방송시간은 매주 주중 오전 10시 55분부터 10시 58분, 주말 오후 8시 55분부터 8시 58분까지이다.